# Schwarzachbrücke Münsterschwarzach

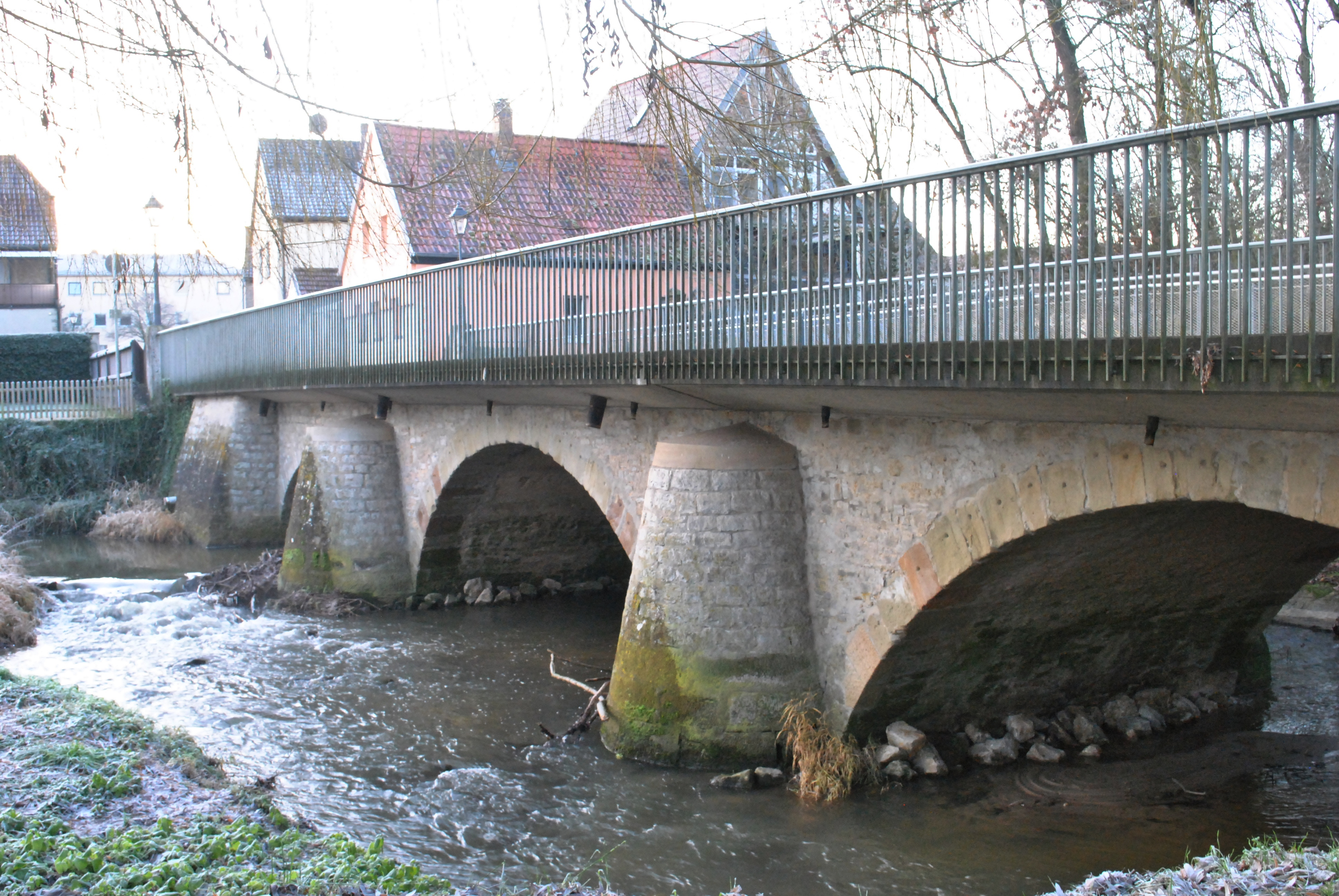
Die Brücke in Münsterschwarzach

Die Schwarzachbrücke Münsterschwarzach verbindet das Klosterareal Münsterschwarzach mit der im 20. Jahrhundert entstehenden Siedlung und dem benachbarten Gerlachshausen im unterfränkischen Landkreis Kitzingen. Die denkmalgeschützte Straßenbrücke führt über die Schwarzach und wird heute von der Schweinfurter Straße (Kreisstraße KT 11) überspannt.

## Geschichte
Die Geschichte der Brücke hängt eng mit der Verkehrsgeschichte des Schwarzacher Beckens zusammen. Errichtet wurde die heutige Brücke im Jahr 1680. In der Klosterchronik des Burkard Bausch berichtete der Mönch sehr ausführlich über den Bau der Brücke, die wohl bereits einen mittelalterlichen Vorgängerbau besaß. Danach verband die Brücke die beiden zum Kloster gehörigen Mühlen Rhönmühle (auch Haunmühle) und Pfletschenmühle (auch Memmelmühle) miteinander. 
Die Brücke war vor 1680 baufällig. Allerdings wollten mehrere holländische Geschäftsleute im Steigerwald gehauene Holzbalken zur Verladung nach Gerlachshausen bringen und überquerten mit ihrer Fracht die Brücke, die nun zusammenzubrechen drohte. Die Holländer hatten zuvor dem Münsterschwarzacher Abt Plazidus I. Büchs das Versprechen gegeben, die Brücke neu zu errichten. So wurde die ursprünglich aus Holz bestehende Brücke abgerissen und durch die heute noch vorhandene, steinerne ersetzt.
Neben den Geschäftsmännern beteiligte sich auch Abt Plazidus am Bau und ließ von einem Steinhauer in Wiesentheid für 22 Gulden sechs Steinquader mit sechs Steinkugeln für die Stabilisierung der Brücke errichten, die heute noch bestehen. Damals lag die Brücke vollständig in der Gemarkung von Gerlachshausen und Bausch betonte in seiner Chronik, dass eigentlich die Einwohner des Nachbarortes von Münsterschwarzach die Kosten für den Bau hätten tragen müssen.
In der Frühen Neuzeit überwölbte eine hölzerne Schutzmauer die Schwarzachbrücke. Daneben wurden mehrere Kleindenkmäler auf dem Geländer der Brücke aufgestellt. Im Jahr 1921 riss man die Schutzmauer ab, ein Jahr später erhielt die Brücke ein neues, eisernes Geländer. Im Zuge dieses Umbaus wurde auch der Christoffelbildstock an den Rande der Brücke versetzt. Im Jahr 1988 erfolgte eine umfassende Sanierung der Brücke. Zuvor war diskutiert worden, das Bauwerk durch eine Stahlbetonkonstruktion zu ersetzen. Eine Bürgerinitiative stoppte diesen Plan.

## Beschreibung
Die Brücke selbst besteht aus vier Jochen. Sie wurde dreibogig errichtet und schließt am Rande mit mächtigen Sandsteinquadern ab. Weiterhin finden sich zwei Kleindenkmäler am Rande der Brücke. Beide wurden auf der Westseite des Bauwerks aufgestellt. Es handelt sich zum einen um den sogenannten Christoffelbildstock von 1607, der an den Wirt Christoph Mahr erinnert. Zum anderen ist hier eine überlebensgroße Darstellung der Immaculata zu finden, die im 18. Jahrhundert entstand und mit einer lateinischen Inschrift verziert wurde. → siehe auch: Christoffelbildstock